# Chattanooga Choo Choo

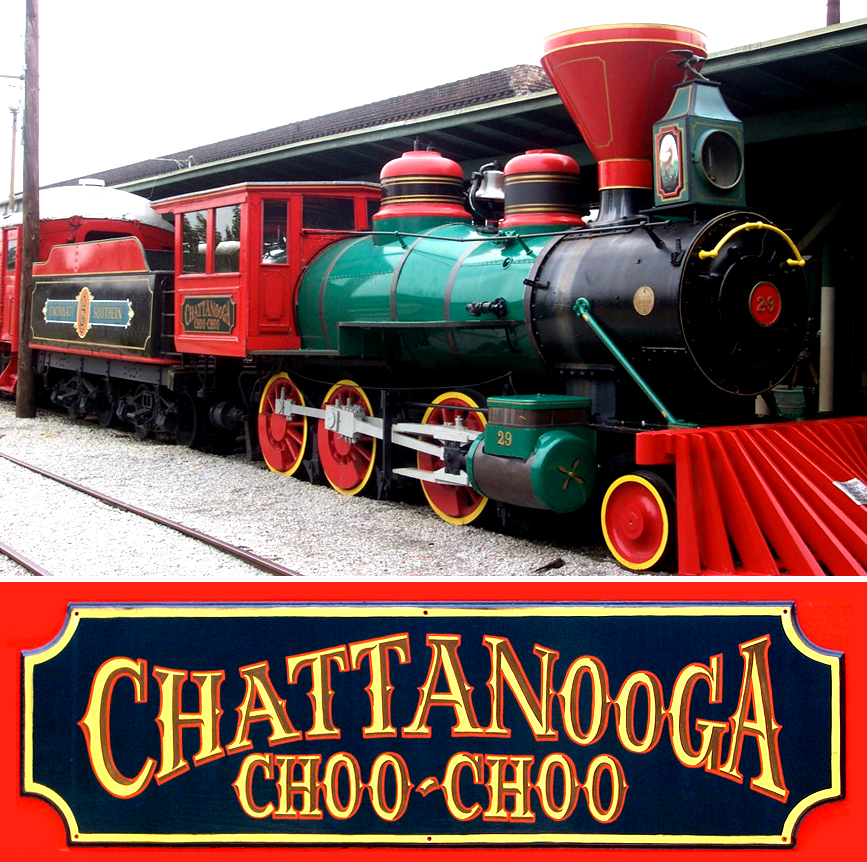
A régi gőzmozdony, a „Chattanooga Choo Choo”

A Chattanooga Choo Choo című dal először a  Sun Valley Serenade c. 1941-ben készült amerikai zenés filmben hangzott el. A szerzői Harry Warren (zene) és Mack Gordon (szöveg) voltak. A dalt először a Glenn Miller Orchestra adta elő.
A szám örökzölddé vált. Híres előadói között volt többek között Cab Calloway, Carmen Miranda, Dorothy Dandridge, Bill Haley & His Comets, a Shadows, Gunhild Carling, Pete Jacobs and his Wartime Radio Revue... és Fényes Kató is.
Amikor 1970-ben Chattanoogában megszűnt a vasúti közlekedés, az állomást egy lelkes társaság megvásárolta, és régi vonatokat állítottak ott ki, az épületben pedig fogadót nyitottak, ami 1973-ra a Holiday Inn Choo Choo szórakoztató komplexummá nőtte ki magát. Ilymódon a dal, a chattanoogai vasútállomás és a vonat kölcsönösen egymás emlékművévé váltak.
A dzsesszzenész szleng a dalt choocha-nak becézi.
A zenetörténet első aranylemeze lett ez a dal (ami 1 millió eladott lemez után jár), és Glenn Miller kapta meg 1 200 000 eladott példány után az RCA-tól.